# Championnat de France masculin de volley-ball 1986-1987
Navigation
Saison précédente Saison suivante
Le Championnat de France de volley-ball Nationale 1 1986-1987 a opposé les dix meilleures équipes françaises de volley-ball.

## Listes des équipes en compétition
| \| Asnières Cannes Fréjus Grenoble Montpellier Mulhouse Sète Racing CF Stade Français CASG \| Localisation des clubs engagés dans le championnat. |
| Asnières Cannes Fréjus Grenoble Montpellier Mulhouse Sète Racing CF Stade Français CASG                                                           |

| Asnières Sports |
| AS Cannes       |
| AS Fréjus       |
| AS Grenoble     |
| Montpellier UC  |
| US Mulhouse     |
| CASG Paris      |
| Racing CF       |
| Arago de Sète   |
| Stade français  |

## Saison régulière

### Classement
| #  | Équipe          |
| 1  | AS Fréjus       |
| 2  | AS Grenoble     |
| 3  | Arago de Sète   |
| 4  | Montpellier UC  |
| 5  | US Mulhouse     |
| 6  | AS Cannes       |
| 7  | Stade français  |
| 8  | Asnières Sports |
| 9  | Racing CF       |
| 10 | CASG Paris      |

## Bilan de la saison
| Qualifications européennes 1987-1988 |                              |
| Compétition                          | Qualifiés                    |
| Ligue des champions                  | AMSL Fréjus                  |
| Coupe des vainqueurs de Coupes       | AS Grenoble                  |
| Coupe de la CEV                      | Arago de Sète Montpellier UC |

| Promotions et relégations |                        |
| Relégués en Nationale 1B  | CASG Paris Racing CF   |
| Promus de Nationale 1B    | JSA Bordeaux ASUL Lyon |